# Steneofiber
Steneofiber – wymarły rodzaj ssaków z rodziny bobrowatych (Castoridae), zamieszkujących w okresie od wczesnego oligocenu do środkowego miocenu tereny Eurazji. Literatura wymienia gatunki: Steneofiber depereti, Steneofiber eseri, Steneofiber castorinus.